# Wirydarz

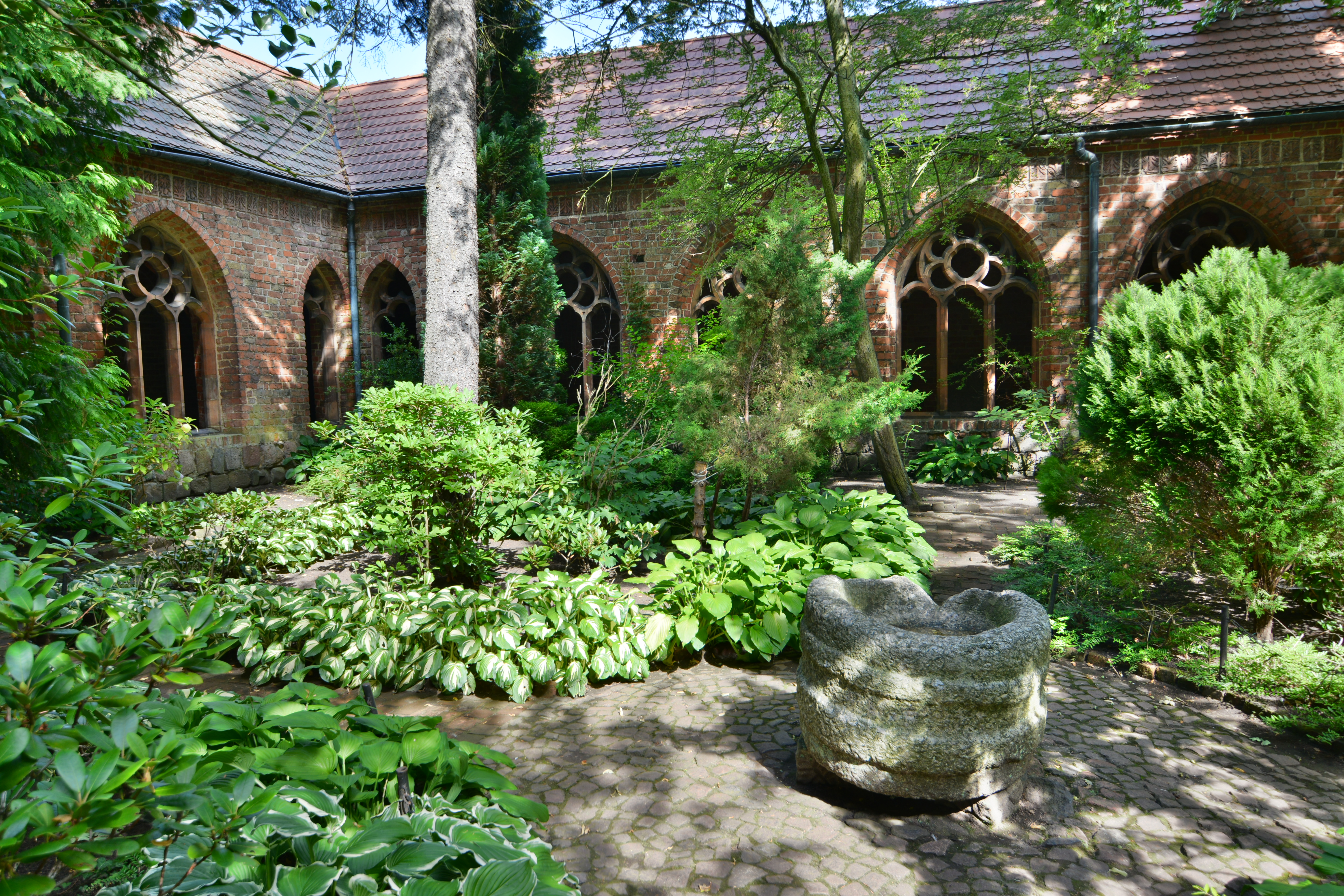
Stary wirydarz przy konkatedrze św. Jana Chrzciciela w Kamieniu Pomorskim

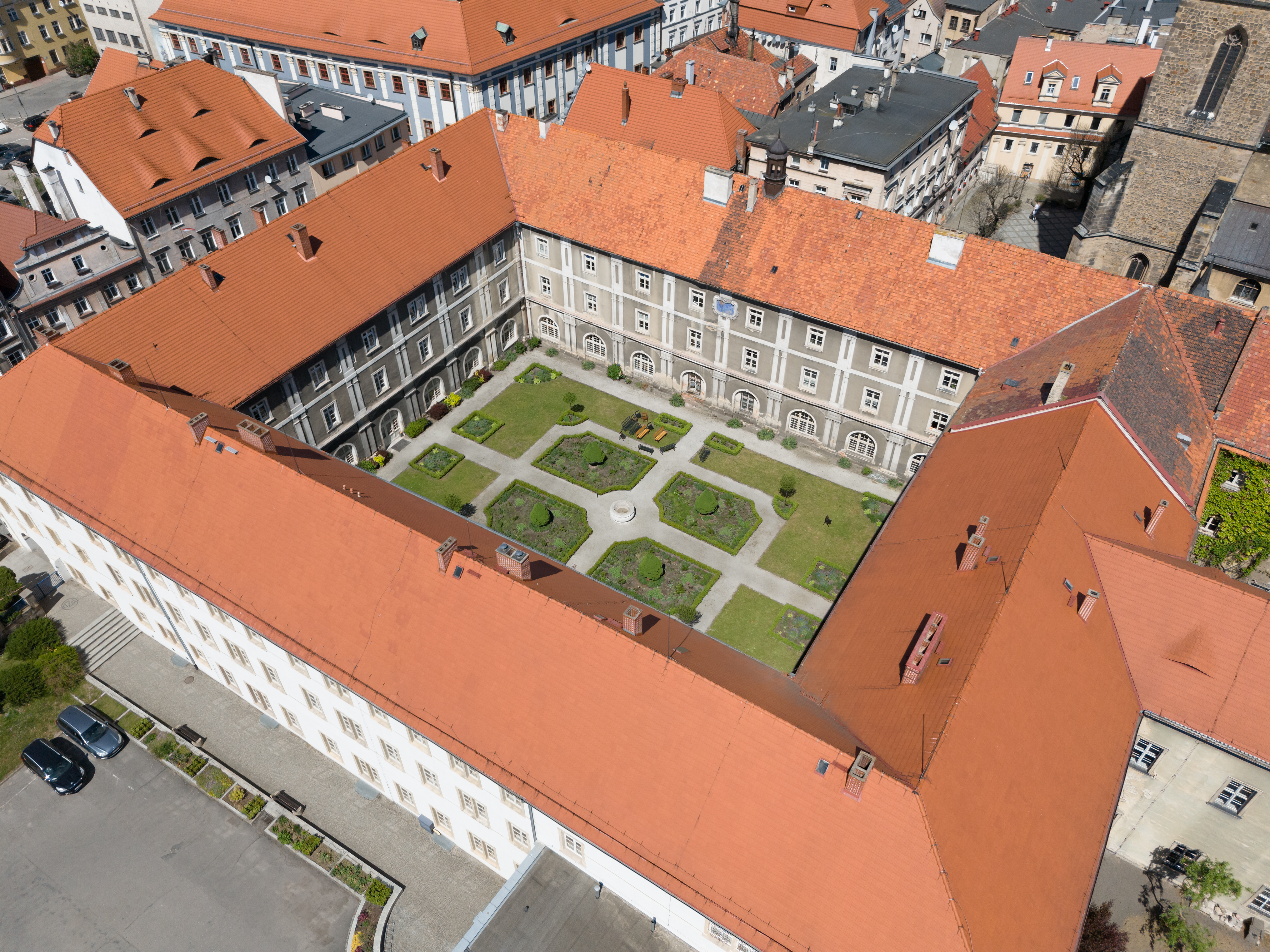
Wirydarz w dawnym kolegium jezuickim w Kłodzku

Wirydarz (łac. viridarium – gaj, park od viridis – zielony) – niewielki kwadratowy lub prostokątny ogród umieszczany w obrębie murów klasztornych. 
Płaszczyzna jego rozplanowana była geometrycznie, a całość często otaczano arkadowymi krużgankami, pośrodku zazwyczaj umieszczając studnię, fontannę, rzeźbę lub drzewo. Element ten w architekturze przewidziany był regułą wielu średniowiecznych zakonów (benedyktynów, cystersów, kartuzów) jako nieodłączna część założenia klasztornego.  
Wirydarze powstawały też niekiedy przy kościołach. Jedyny w Polsce wirydarz przykościelny znajduje się w Kamieniu Pomorskim, przy konkatedrze św. Jana Chrzciciela.
Nazwę tę stosowano również dla określenia dworskich ogrodów z kwiatami, ziołami, z rozmieszczonymi w cienistych miejscach ławkami. Tworzono tam sadzawki z rybami, a nawet wyznaczano miejsce na zagajniki ze zwierzętami. Stąd ówczesny wirydarz bywa nazywany „rajskim dworem”.
W architekturze świeckiej wirydarze w postaci ogródków kwiatowo-ziołowych rozpowszechniły się w XVI wieku. Sadzono w nich majeranek, bazylię, szałwię, rutę, fiołki, goździki, lilie, róże, kosaciec, boże drzewko, rozmaryn, lawendę, krokosz, spikanard i wiele innych. Później zastąpiono je włoskimi ogrodami kwiatowymi, w których sadzono tulipany, narcyzy, nieśmiertelniki i aloesy. W ogrodach tego rodzaju możliwe było pływanie łódkami po sadzawkach. Hodowano w nich również ptactwo łowne (jak kuropatwy, przepiórki i bażanty) oraz ptactwo śpiewające. W zwierzyńcach niemal swobodnie żyły zające, króliki, sarny i jelenie. Utrzymany w tym stylu ogród założono np. w 1585 r. przy pałacu królewskim w Łobzowie.